# 马克斯·伊贝尔
马克斯·伊贝尔（Max Ibel，1896年1月1日—1981年3月19日）是納粹德國空軍的缔造者之一，他也曾获颁騎士鐵十字勳章。战后，他被西方盟军俘虏，后于1948年获释。他于1957年10月重新进入德国空军，军衔为准将。